# Římov (Vysočina)
Římov é uma comuna checa localizada na região de Vysočina, distrito de Třebíč.